# Mariano Sozzini
Mariano Sozzini (Socini), zwany też młodszym (ur. 1482 w Sienie, zm. 26 sierpnia 1556 w Bolonii) – włoski prawnik, wykładowca na uniwersytetach w Sienie, Pizie, Padwie i Bolonii; ojciec Leliusza Socyna – teologa unitarianizmu, dziadek Fausta Socyna – zamieszkałego w Polsce reformatora religijnego i duchowego przywódcy Braci Polskich.

## Życiorys
Pochodził z zamożnej i wpływowej rodziny włoskich bankierów i prawników. Podobnie jak jego dziadek – Mariano Sozzini starszy – był wolnomyślicielem żywo zainteresowanym nowymi prądami religijnymi; korespondował z teologami luterańskimi (m.in. z Filipem Melanchtonem). Wykładał prawo na uniwersytetach: w Sienie (w latach 1504–1517 oraz 1523–1525), Pizie (1517–1523), Padwie (1525–1542) i Bolonii (1542–1556). Z żoną Camillą Salvetti miał sześciu synów: Lelio, Camillo, Celso, Cornelio, Dario i Alessandro – ojciec Fausta Socyna.

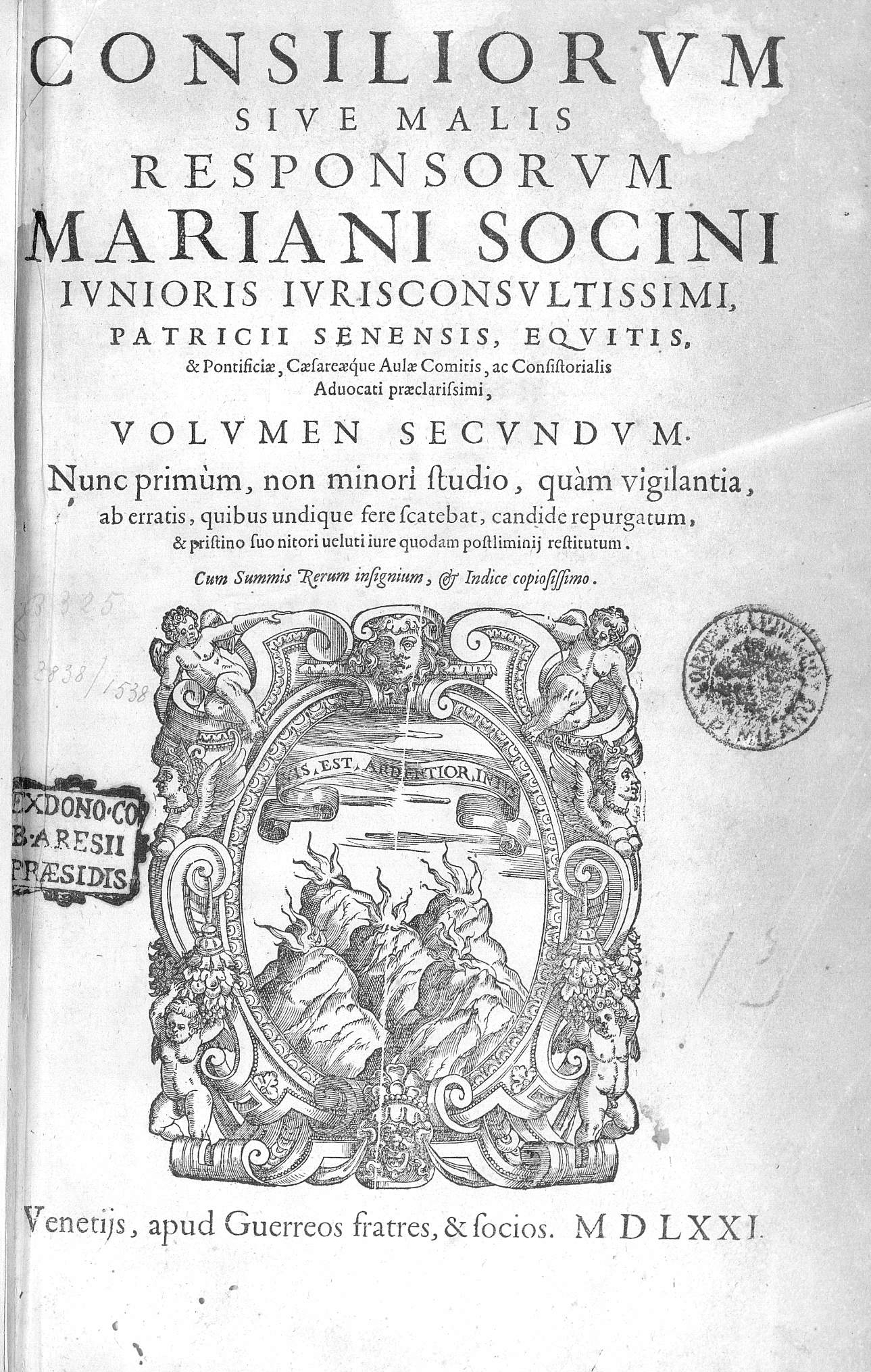
Consilia, 1571